# Semiothisa accumulata
Semiothisa accumulata là một loài bướm đêm trong họ Geometridae.